# Юрине, Теннис Янович
Теннис (Тынис) Янович Юрине (эст. Tõnis Jürine; 22 февраля 1873, Вииратси — 7 августа 1947, Хаапсалу) — российский и эстонский политический деятель, член Государственной думы II созыва от Эстляндской губернии.

## Биография
Крестьянин, лютеранин. Учился в церковно-приходской школе города Вильянди, окончил Демидовский юридический лицей в Ярославле со званием кандидата юридических наук. Состоял присяжным поверенным.
Занимал должности советника юстиции в Ярославле и Ревеле (1900—1901), помощника городского головы Вильянди (1901—1903), комиссара по крестьянским делам Гапсальского уезда Эстляндской губернии (1903—1907). Дослужился до чина титулярного советника. Был беспартийным, но примыкал к конституционно-демократической партии.
6 февраля 1907 года был избран во Вторую Государственную думу от общего состава выборщиков Эстляндского губернского избирательного собрания. Входил в конституционно-демократическую фракцию. Выступал в прениях по аграрному вопросу.
В 1907—1914 и в 1916—1918 годах занимал должность советника городского головы Ревеля.
В 1914 году был призван в Российскую императорскую армию, участвовал в Первой мировой войне. Был тяжело ранен. В 1918—1919 годах занимал должность помощника и заместителя военного министра правительства Эстонии, с 1932 по 1935 год также был заместителем главы города Хаапсалу. Пережил Вторую мировую войну, скончавшись 7 августа 1947 года в Хаапсалу, где и был похоронен на старом кладбище.

## Семья
Был женат. Дочь Эдит стала художницей.